# 180
180 (CLXXX) je bilo prestopno leto, ki se je po julijanskem koledarju začelo na petek.

## Dogodki
- 18. marec – Komod († 192) po smrti Marka Avrelija postane rimski cesar. S smrtjo Avrelija se konča pax Romana.
- jeseni se je končala druga markomanska vojna med Rimskim cesarstvom, Markomani ter Kvadi.

## Rojstva
- Diogen Laertski, starorimski biograf († 240)
- papež Kornelij, papež in mučenec († 253)

## Smrti
- 17. marec - Mark Avrelij, rimski cesar (* 121)
- Arijan iz Nikomedije, starogrški zgodovinar in rimski senator (* 86/89)
- sveti Meliton Sardski, apologet in sardski škof (* 100)